# カーネイジ
カーネイジ (CARNAGE) は、スウェーデン、ストックホルム出身のデスメタルバンドで現在は解散している。
スウェーデンのデスメタルシーンの草分け的存在であり、多くのスウェーデンのデスメタルバンドに影響を与えた。また、カーネイジ出身のメンバーは後にアーチ・エネミー、エントゥームド、ディスメンバーなどの多くのバンドで活躍している。
元々グローバル・カーネイジ(GLOBAL CARNAGE)という名で活動していたが、まもなくしてカーネイジ(CARNAGE)に改名した。初期の頃はグラインド・コアバンドであったが次第にデスメタルに変化していった。
1990年にカーカスのメンバーが運営していたイヤーエイク・レコード傘下のネクロシス・レコードより1stアルバム『Dark Recollection』をカダヴァーとスプリットアルバムとしてリリースするが翌1991年に解散している。後にイヤーエイク・レコードよりボーナストラックにデモテープの音源を追加したリイシュー盤がリリースされている。また、アルバムのクレジットではジョニー・ドルデヴィックがベースとなっているが、実際のレコーディングではマイケル・アモットがベースを弾いている。

## 解散後のメンバーの動向
- マイケル・アモットはイギリスのカーカスに加入し2枚のアルバムに参加した後脱退。スピリチュアル・ベガーズを結成し活動していた。また、サイド・プロジェクトとしてアーチ・エネミーを始動し、現在はアーチ・エネミーの方をメインに活動している。
- ヨハン・リーヴァはFURBOWLなどで活動した後、マイケル・アモットに誘われてアーチ・エネミーに加入。しかし4thアルバム制作前に首になりその後ノンイグジスト、ハースで活動している。
- フレッド・エストビー、マッティ・カルキ、デイヴィッド・ブロムクイストの3人はかつて在籍していたディスメンバーを再結成し活動を始めた。フレッド・エストビーは、2007年にディスメンバーを脱退し、ソロプロジェクトNecronautを立ち上げて活動している。2011年、ディスメンバーは解散した。
- ジョニー・ドルデヴィックは、マイケル・アモット率いるスピリチュアル・ベガーズにベーシストとして加入したが、後に脱退した。
- デイヴィッド・ブロムクイストとジョニー・ドルデヴィックは、エントゥームドにも参加したが、双方ともその後脱退している。

## メンバー

### 解散時のメンバー
- マッティ・カルキ Matti Kärki (Vo) (1989-1991)
- マイケル・アモット Michael Amott (G) (1988-1991)
- デイヴィッド・ブロムクイスト David Blomqvist (G) (1989-1991)
- ジョニー・ドルデヴィック Johnny Dordevic (B) (1989-1991)
- フレッド・エストビー Fred Estby (Ds) (1989-1991)

### 旧メンバー
- ヨハン・リーヴァ Johan Liiva (Vo,B) (1989)
- ヨッペ・ラーソン Jeppe Larsson (Ds) (1989)

## ディスコグラフィ

### アルバム
- 1990年　Dark Recollections - ダーク・リコレクション

### デモテープ
- 1989年　The Day Man Lost - ザ・デイ・マン・ロスト
- 1989年　Infestation Of Evil - インフェステイション・オブ・イーブル